# 洲子 (屏東縣)
洲子，原寫為洲仔，是臺灣屏東縣崁頂鄉的一個傳統地域名稱，位於該鄉中西部及西北部。相較於今日行政區，其範圍大致包括圍內村西北半葉的西南部、洲子村西北大半部、北勢村不含東部邊界地帶及南部邊界地帶及西南部中央凸出部分的西段、越溪村東大半部的北端。
本地區境內主要聚落為洲仔、後廍、北勢仔、溝底、檳榔腳。

## 歷史
台灣日治初期，洲子地區為一街庄，稱為「洲仔庄」（舊制街庄），隸屬於港東上里。該庄昔日西北隔東港溪與仙公廟庄、甘棠門庄為界，東北與力社庄為鄰，東與崁頂庄為鄰，南邊及西南邊為過溪仔庄。
1901年（日治明治三十四年）11月11日，全台廢縣廳改設二十廳，該庄隸屬於阿猴廳。1904年（明治三十七年）4月15日，該庄編入「崁頂區」，隸屬於阿猴廳。1905年（明治三十八年）4月1日，阿猴廳改稱「阿緱廳」。1909年（明治四十二年）10月25日，全台合併二十廳為十二廳，崁頂區仍隸屬於阿緱廳。1920年（大正九年）10月1日，全台地方制度大改正，廢十二廳改設五州二廳，該庄改制並雅化為「洲子」大字，隸屬於高雄州東港郡新園庄（新制街庄）。
戰後新園庄改制為新園鄉，隸屬於高雄縣，大字亦改制為村。1950年（民國39年）3月，新園鄉拆分出崁頂鄉，本地區改隸屬崁頂鄉。同年10月1日，高、屏分治，崁頂鄉改隸屬於屏東縣。

## 聚落
本地區發展較早的聚落為洲仔、後廍、北勢仔、溝底、檳榔腳，在日治初期的官方地圖上已有記載。

## 交通
縣道187號是水門至東港的道路，經過本地區的崁頂、頭前等聚落。由該道路北行可前往崁頂鄉崁頂市區、潮州鎮、萬巒鄉、內埔鄉等地；南行可前往東港鎮，並止於東港市區的省道台17線轉角路口。
鄉道屏64線是舊港東至崁頂的道路，經過本地區中南部的北勢仔、溝底等聚落。該道路在本地區的部分路段與鄉道屏69線共線。
鄉道屏67線是後廍至新港東的道路，其北側端點（起點）位於本地區中部略偏西北、後廍聚落的鄉道屏69線路口。
鄉道屏69線是五魁寮至興和的道路，經過本地區的洲仔、後廍、北勢仔等聚落。該道路在本地區的部分路段與鄉道屏64線共線。
鄉道屏69-1線是洲仔至崁頂的道路，其西北側端點（起點）位於本地區北部、洲仔聚落的鄉道屏69線路口。
鄉道屏70線是後廍至旗杆厝的道路，其西側端點（起點）位於本地區中部略偏西北、後廍聚落的鄉道屏69線路口。